# Суслов, Гавриил Константинович
Гаврии́л Константи́нович Су́слов (1857—1935) — русский и советский учёный-механик, заслуженный профессор Киевского университета, действительный статский советник, ректор Одесского политехнического института.

## Биография
Православный. Сын штаб-офицера.
Окончив Санкт-Петербургскую 6-ю гимназию с золотой медалью в 1876 году, поступил в Императорский Санкт-Петербургский университет, где получил золотую медаль за сочинение «О равновесии плавающих тел в тяжелых жидкостях». По окончании курса в 1880 году был оставлен при университете для приготовления к профессорскому званию. С 1 ноября 1882 года был преподавателем математики в Санкт-Петербургской 3-й гимназии.
В 1888 году был удостоен степени магистра прикладной механики за диссертацию «Об уравнениях с частными производными для несвободного движения» и назначен и.д. экстраординарного профессора по кафедре механики в университете св. Владимира. В 1890 году в Московском университете защитил докторскую диссертацию «О силовой функции, допускающей данные частные интегралы», а в следующем году был утвержден ординарным профессором по занимаемой кафедре. В 1913 году удостоен был звания заслуженного профессора. Дослужился до чина действительного статского советника (1905), из наград имел орден св. Станислава 1-й степени «за выдающиеся отличия» (1911).
С 1908 года преподавал также на Киевских женских курсах, с 1910 года был их директором. Кроме того, состоял непременным членом Московского общества любителей естествознания, членом Московского математического общества, членом-учредителем и председателем Киевского физико-математического общества. Основная область интересов Суслова — аналитическая механика, по этому предмету он составил фундаментальный курс «Основы аналитической механики», изданный в Киеве в 1900—1902 годах.
С 1919 года был профессором, а затем и ректором Одесского политехнического института. Скончался в 1935 году в Одессе. Был женат, имел двух дочерей

## Сочинения
- Об уравнении Якоби для несвободного движения в первоначальных координатах. — Санкт-Петербург, 1885.
- Опыт приложения кинетической теории газов к выводу законов сопротивления. // «Журнал Русского Физико-Химического Общества», 1886.
- Об уравнениях с частными производными для несвободного движения. — Санкт-Петербург, 1888.
- О силовой функции, допускающей данные частные интегралы. — Киев, 1890.
- К вопросу о начале наименьшего действия. — Киев, 1891.
- Кинето-геометрическая интерпретация трехмерных пространств постоянной кривизны (Римана и Лобачевского). — Киев, 1891.
- К вопросу о катании поверхности по поверхности. — Киев, 1892.
- Кинетическая тригонометрия. — Киев, 1892.
- Движение по геодезической окружности. — Киев, 1892.
- Примеры на движение гироскопических тел: (Stréphoscope de M. Cruey). — Киев, 1893.
- Механика: Курс университетский. — Киев, 1894.
- Ueber eine continuirliche Gruppe von Darboux’schen Rotationen. // «Jahresber. Deutsch. Math. Vereinung», 1894.
- Sur la representation conforme d’un surface sur une autre. // «Comptes Rendus», т. 126.
- Вращение тяжелого твердого тела около неподвижного полюса. — Москва, 1895
- Геометрическая производная система приложенных векторов. — Киев, 1895.
- О кинетическом потенциале Гельмгольтца. — Киев, 1897.
- Механика Гертца. — Киев, 1898.
- О начале наименьшего действия в Гельмгольтцевой форме. — Киев, 1898.
- К вопросу о конформном изображении одной поверхности на другую. — Киев, 1898.
- Основы аналитической механики: в 2 т. — Киев, 1900—1902. Том 1., Том 2.
- Разыскание противодействий. — Киев, 1901.
- Частные геометрические производные от вектор-функции двух аргументов. — Киев, 1901.
- Теория потенциала и гидродинамика: в 2 т. — Киев, 1904—1910.
- Об уравнениях движения при неудерживающих связях. — Киев, 1904.
- Интегралы и производные особого рода в векториальном поле. — Киев, 1907.
- Закон центра инерции и закон моментов. — Киев, 1908.
- Основы аналитической механики. — Киев, 1911—1912.
- Теоретическая механика. — Москва-Ленинград: Гостехиздат, 1946.